# Papillot
Papillota és una tècnica culinària emprada per a la cocció d'un aliment en un embolcall resistent a la calor, com pot ser un paper d'alumini, o un paper sulfuritzat. L'aliment emprat en aquesta tècnica sol ser de consistència tova; generalment peixos de diferents tipus o verdures fresques. La denominació papillota també s'aplica als plats elaborats amb aquesta tècnica, d'aquesta manera es fan truites de riu en papillota, lluç en papillota o verdures en papillota entre d'altres.